# 26 травня
26 травня — 146-й день року (147-й у високосні роки) в григоріанському календарі. До кінця року залишається 219 днів.

## Свята і пам'ятні дні

### Міжнародні
- Всесвітній день Лінді-хоп.
- Всесвітній день рудих

### Національні
- Грузія: День незалежності (1918).
- Польща: День матері.
- Данія: День народження Кронпринца Фредеріка.
- Гаяна: День незалежності.
- Вірменія: День перемоги в Сардарапатскій битві.
- Австралія: Національний день вибачень. (National Sorry Day)(1998).
- США: День чорничного чизкейку і День вишневого десерту.

### Неофіційні
- США: Національний день паперового літачка.

### Релігійні

#### Християнство
Католицька церква: обов'язковий спомин св. Філіпа Нері, організатора ораторіїв, покровителя радощів та гумористів.
 Православна церква:
- Апостолів від 70-х Карпа й Алфея.
- Мучеників Аверкія та Єлени.
- Преподобного Іоана Психаїта, сповідника.
- Мученика Георгія Нового.

### Іменини
✙ Православні: Карпо, Олена, Іван, Георгій 
✝  Католицькі: Філіп

## Події
- 1093 — на річці Стугні половці розбили військо київського князя Святополка Ізяславича, після чого зобов'язали його одружитися з дочкою хана Тугоркана.
- 1644 — Війна за відновлення Португалії: португальські та іспанські війська заявили про свою перемогу в битві в Монтіхо.
- 1620 — Київське Богоявленське братство отримало права ставропігії від єрусалимського патріарха Теофана III
- 1648 — козацьке військо на чолі з Богданом Хмельницьким здобуло перемогу над загонами Речі Посполитої в битві під Корсунем.
- 1821 — створення Пелопоннеського сенату грецькими повстанцями.
- 1822 — щонайменше 113 людей загинули під час пожежі в церкві Грю, найбільшій пожежі в історії Норвегії.
- 1879 — підписана Гандамакська угода про створення афганської держави.
- 1895 — під час архиєрейської візитації Білого Каменю митрополит Сильвестр (Сембратович) освятив наріжний камінь під нову муровану церкву. Храм освячено у 1901 році митрополитом Андреєм Шептицьким.
- 1896 — вперше опублікований індекс Доу-Джонса, що став головним показником ситуації на американських біржах.
- 1918 — Грузія отримала незалежність від Російської імперії.
- 1927 — остання модель Ford Model T зійшла з конвеєра після виробництва 15 007 003 автомобілів.
- 1938 — у місті Вольфсбург Адольф Гітлер особисто заклав перший камінь під новобудову першого заводу «Фольксваген»;
- 1940 — Друга світова війна: Облога Кале закінчується капітуляцією британського та французького гарнізонів.
- 1953 — у Горлагу почалося Норильське повстання політв'язнів, понад 70 % з яких були українцями;
- 1966 — Британська Гвіана здобула незалежність, ставши Гаяною.
- 1972 — у Москві підписано радянсько-американський договір про обмеження стратегічних озброєнь — «ОСО-1», «ОСВ-1»[3] (рос.).

- 2014 — відбувся перший бій за Донецький аеропорт, українські війська вибили проросійських бойовиків з обох терміналів аеропорту.

## Народились
Дивись також Категорія:Народились 26 травня
- 1053 — Володимир Мономах, Великий князь київський, князь чернігівський і переяславський.
- 1478 — Климент VII, Папа Римський, останній Папа Римський епохи Відродження.
- 1602 — Філіпп де Шампань, французький художник.
- 1650 — Джон Черчилль, один із найвидатніших полководців Англії.
- 1667 — Абрахам де Муавр, французький математик.
- 1822 — Едмон де Гонкур, французький письменник, відомий разом з рідним братом Жулем де Гонкуром, як романіст, історик, художній критик і мемуарист. За заповітом Едмона де Гонкура в 1900 році було засновано Ґонкурівську академію; 1903 року було вручено першу Гонкурівську премію.
- 1826 — Річард Крістофер Керрінгтон, англійський астроном.
- 1877 — Ольга Косач-Кривинюк, українська письменниця, літературознавиця, перекладачка, етнографиня, лікарка. Дочка Олени Пчілки та Петра Косача, сестра Лесі Українки.
- 1901 — Борис Грабовський, український фізик, творець електронної системи передачі на відстань рухомого зображення.
- 1907 — Джон Вейн, американський актор.
- 1923 — Горст Тапперт, німецький актор.
- 1936 — Віталій Коротич, український письменник і публіцист, головний ексредактор «Огонька».
- 1957 — Богдан Бенюк, український актор.
- 1964 — Ленні Кравіц, американський співак і рок-музикант, прадід якого був корінним киянином. Володар кількох «Греммі».
- 1977 — Лука Тоні, італійський футболіст.
- 1980 — Микола Палас, офіцер Збройних сил України, учасник війни на сході України. Герой України.
- 1981 — Резван Рац, румунський футболіст.

## Померли
Дивись також Категорія:Померли 26 травня
- 604 — Августин Кентерберійський, перший архієпископ Кентерберійський.
- 1093 — Ростислав Всеволодович, князь переяславський.
- 1584 — Самійло Зборовський, козацький гетьман, страчений поляками.
- 1876 — Франтішек Палацький, «батько чеської історіографії».
- 1884 — Ахтерман Теодор Вільгельм, німецький скульптор.
- 1909 — Денис Січинський, український композитор і хоровий диригент, перший професор музики у Галичині.
- 1912 — Володимир Високович, патологоанатом, бактеріолог та епідеміолог.
- 1968 — Володимир Костецький, український живописець.
- 1970 — Юрій Сапожников, український судовий медик.
- 1976 — Мартін Гайдеггер, німецький філософ.
- 1977 — Мен Сяодун, китайська актриса, виконавиця ролей у Пекінській опері.
- 1987 — Петро Обаль, український живописець і графік.
- 2004 — Микола Черних, український астроном.
- 2004 — Микола Вінграновський, український письменник і кінематографіст.
- 2008 — Сідні Поллак, американський кінорежисер, продюсер і актор.
- 2010 — Лесь Сердюк, український актор театру та кіно, Народний артист України.
- 2020 — Мойсей Фішбейн, український поет та перекладач.